# Jean-Patrick Nduwimana
Jean-Patrick Nduwimana , né le 9 mai 1978, est un athlète burundais, spécialiste du 800 mètres. Il détient les records du Burundi du 400 m (46 s 32, 1999) et du 800 m (1 min 42 s 81, 2001). 
En 2001, il remporte la médaille d'argent des Goodwill Games, à Brisbane, et se classe par ailleurs troisième de la finale du Grand Prix, à Melbourne, derrière le Suisse André Bucher et le Russe Yuriy Borzakovskiy. 
Il atteint les demi-finales des Jeux olympiques de 2000 et de 2004.